# Scorpaenodes muciparus
Scorpaenodes muciparus là một loài cá biển thuộc chi Scorpaenodes trong họ Cá mù làn. Loài này được mô tả lần đầu tiên vào năm 1889.

## Từ nguyên
Từ định danh muciparus được ghép bởi hai âm tiết: tiền tố muci (“dịch nhầy”) và parus (“sản xuất”), hàm ý đề cập đến một cơ quan tiết dịch nhầy dọc theo rìa nắp mang và hàm dưới ở loài cá này.

## Phân bố và môi trường sống
S. muciparus hiện được biết đến chắc chắn ở vịnh Bengal (bờ tây Ấn Độ), vịnh Martaban (Myanmar) và quần đảo Solor (Indonesia). Những ghi nhận ngoài khu vực này đều cần được xác minh lại.
S. muciparus được ghi nhận ở độ sâu khoảng 40–400 m.

## Mô tả
Chiều dài cơ thể lớn nhất được ghi nhận ở S. muciparus là 15 cm. Đầu và thân màu đỏ tươi, lốm đốm các vệt đen. Đốm đen ở phía cuối vây lưng. Vây đuôi có nhiều chấm đỏ.
Số gai vây lưng: 13; Số tia vây lưng: 9; Số gai vây hậu môn: 3; Số tia vây hậu môn: 5; Số gai vây bụng: 1; Số tia vây bụng: 5; Số tia vây ngực: 18–19.